# Beatfabrik
Beatfabrik war eine Berliner Rap-Crew.
Die Gruppe entwickelte sich Ende der 1990er Jahre aus der Writer-Crew QB und bestand zunächst aus den Rappern Prinz Porno, Kid Kobra, Big A.D.I. sowie dem DJ CV-Scratch und den Produzenten Sash und Kick. Später stießen noch Smexer und DJ MK 1 dazu, der bis dahin die Auftritte mit seiner Firma Mikrofett (Mikrokosmos Booking) organisiert hatte. Am Mikrofon agierten vor allem Kid Kobra, Smexer und Prinz Porno, während MK 1 die Rolle des Mischers übernahm. Big A.D.I. und CV-Scratch verließen die Gruppe aus musikalischen Gründen und machten als Solokünstler weiter. Die ersten beiden Alben An der Front und Wortshots wurden in Eigenregie auf den Markt gebracht, während die späteren über Royal Bunker herauskamen.

## Nach-Beatfabrik-Zeit
Als Prinz Porno im Jahre 2004 mit dem Rappen aufhören wollte, nannten die restlichen Mitglieder die Beatfabrik High Society und brachten unter diesem Namen das letzte Album Jet Set über das Label Jubeko heraus. Danach zog sich Smexer vorerst aus dem Musikgeschäft zurück und widmete sich seiner Leidenschaft als Graffiti-Künstler. 2005 gab Prinz Porno seinen „Rücktritt vom Rücktritt“ bekannt, nannte sich Prinz Pi und gründete das Label No Peanuts, bei dem auch Sash mitwirkte, während Kid Kobra 2006 sein bisher einziges Soloalbum 'Deutschland ist Krank' veröffentlichte, und Big A.D.I. im Rahmen der Royalbunker-Streetoffensive zusammen mit der Gruppe H.A.C.K. ein Crunk-Album herausbrachte. Die restlichen Mitglieder der ehemaligen Beatfabrik sind weiterhin im HipHop-Bereich tätig, so bringt Kick mit seiner Produktionsfirma Mantikor die CD/DVD-Reihe 'Rap City Berlin' heraus.

## Diskografie
- 2000: An der Front (Album, Tape)
- 2001: Operation Fuck Big Bud (EP, Tape + CD)
- 2001: Wortshots (Album, Tape + CD)
- 2003: Panz Dominanz (Album, Tape + CD)
- 2003: Blackbooktape 3 (Album, Tape + CD)
- 2003: Beatfabrik Doppelalbum (Panzdominanz – Panzerplatte und Promolle MCs – Salz für die Nase) (Album, Tape + CD + Vinyl)
- 2004: Beatfabrik DVD (DVD)[1]